# Plagnole
Plagnole est une commune française située dans le centre du département de la Haute-Garonne, en région Occitanie.
Sur le plan historique et culturel, la commune est dans le pays de Comminges, correspondant à l’ancien comté de Comminges, circonscription de la province de Gascogne située sur les départements actuels du Gers, de la Haute-Garonne, des Hautes-Pyrénées et de l'Ariège. Exposée à un climat océanique altéré, elle est drainée par la Bure et par divers autres petits cours d'eau. La commune possède un patrimoine naturel remarquable composé d'une zone naturelle d'intérêt écologique, faunistique et floristique.
Plagnole est une commune rurale qui compte 333 habitants en 2022, après avoir connu une forte hausse de la population depuis 1968. Elle fait partie de l'aire d'attraction de Toulouse..
Ses habitants sont appelés les Plagnolais.

## Géographie

### Localisation
La commune de Plagnole se trouve dans le département de la Haute-Garonne, en région Occitanie.
Elle se situe à 38 km à vol d'oiseau de Toulouse, préfecture du département, à 22 km de Muret, sous-préfecture, et à 23 km de Cazères, bureau centralisateur du canton de Cazères dont dépend la commune depuis 2015 pour les élections départementales.
La commune fait en outre partie du bassin de vie de Rieumes.
Les communes les plus proches sont : 
Monès (1,6 km), Forgues (2,2 km), Lahage (3,1 km), Le Pin-Murelet (3,4 km), Lautignac (3,6 km), Montgras (4,4 km), Rieumes (5,0 km), Sajas (5,0 km).
Sur le plan historique et culturel, Plagnole fait partie des collines gasconnes du Savès, délimitées au sud et à l'est par les reliefs plus marqués des collines du Comminges, annonciatrices de la chaîne des Pyrénées, qui se dévoile pleinement depuis les coteaux ou les vallées. Ce territoire s'organise autour de la large vallée de la Save, dont la confluence avec les autres vallées majeures que sont la Gesse et l’Aussoue, s'opère au nord,.
Plagnole est limitrophe de cinq autres communes.
Les communes limitrophes sont  Forgues, Lautignac, Le Pin-Murelet, Monès et Rieumes.
|                | Forgues   |         |
| Monès          | Plagnole  | Rieumes |
| Le Pin-Murelet | Lautignac |         |

### Géologie
Plagnole, la « petite plaine », est une petite commune, installé entre les dernières terrasses de la vallée de la Garonne et les premiers coteaux du Gers.

### Hydrographie

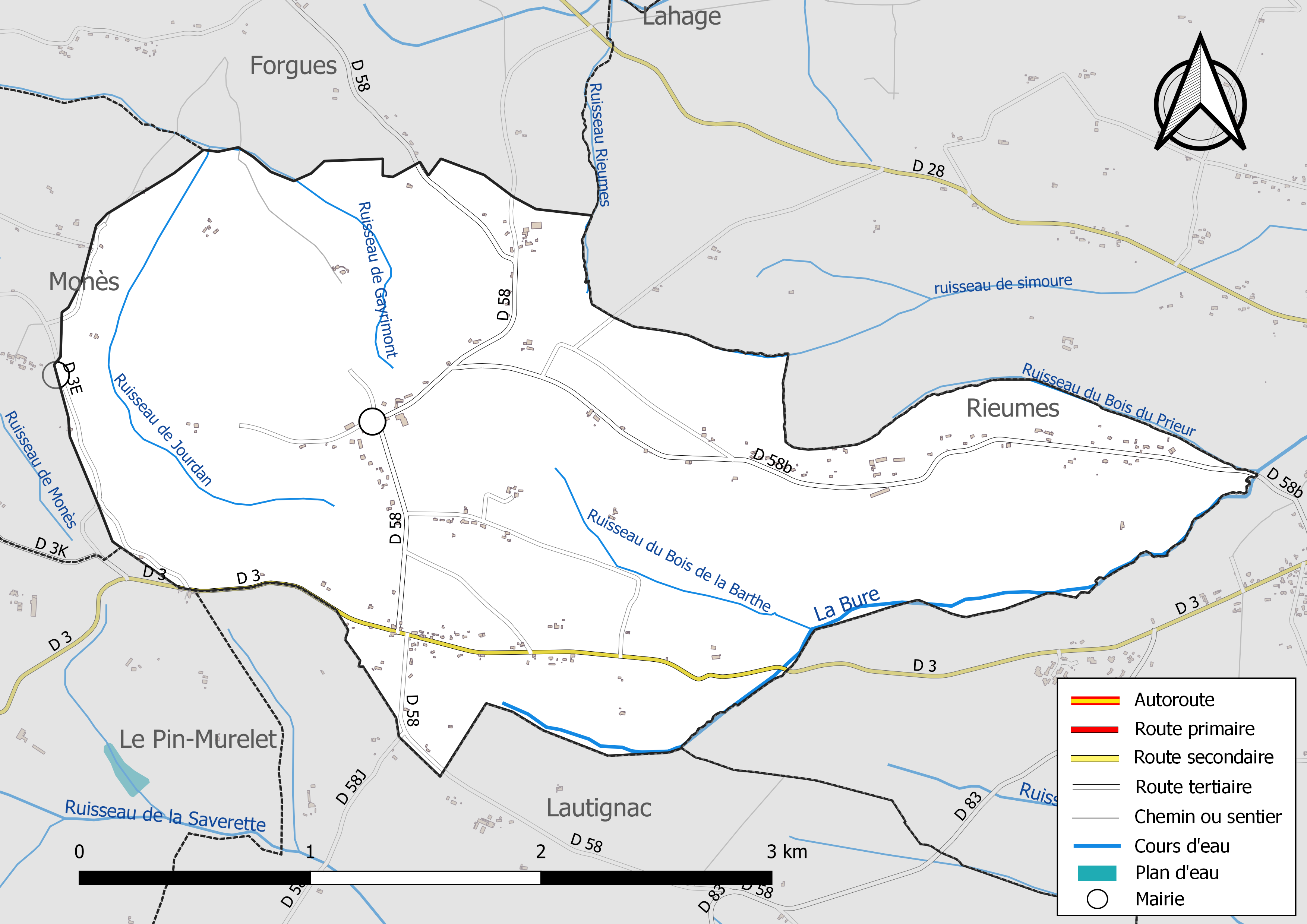
Réseaux hydrographique et routier de Plagnole.

La commune est dans le bassin de la Garonne, au sein du bassin hydrographique Adour-Garonne. Elle est drainée par la Bure, le ruisseau de Gayrimont, le ruisseau de Jourdan, le ruisseau de simoure, le ruisseau du Bois de la Barthe, le ruisseau du Bois du Prieur et le ruisseau Rieumes, constituant un réseau hydrographique de 8 km de longueur totale,.
La Bure, d'une longueur totale de 12,9 km, prend sa source dans la commune et s'écoule d'ouest en est. Elle traverse la commune et se jette dans le Touch à Lherm, après avoir traversé 5 communes.

### Climat
Pour des articles plus généraux, voir Climat de l'Occitanie et Climat de la Haute-Garonne.
En 2010, le climat de la commune est de type climat du Bassin du Sud-Ouest, selon une étude s'appuyant sur une série de données couvrant la période 1971-2000. En 2020, Météo-France publie une typologie des climats de la France métropolitaine dans laquelle la commune est exposée à un climat océanique altéré et est dans la région climatique Aquitaine, Gascogne, caractérisée par une pluviométrie abondante au printemps, modérée en automne, un faible ensoleillement au printemps, un été chaud (19,5 °C), des vents faibles, des brouillards fréquents en automne et en hiver et des orages fréquents en été (15 à 20 jours).
Pour la période 1971-2000, la température annuelle moyenne est de 12,8 °C, avec une amplitude thermique annuelle de 15,6 °C. Le cumul annuel moyen de précipitations est de 793 mm, avec 9,2 jours de précipitations en janvier et 5,9 jours en juillet. Pour la période 1991-2020, la température moyenne annuelle observée sur la station météorologique la plus proche, située sur la commune de Lherm à 14 km à vol d'oiseau, est de 13,6 °C et le cumul annuel moyen de précipitations est de 620,4 mm,. Pour l'avenir, les paramètres climatiques de la commune estimés pour 2050 selon différents scénarios d’émission de gaz à effet de serre sont consultables sur un site dédié publié par Météo-France en novembre 2022.

### Milieux naturels et biodiversité

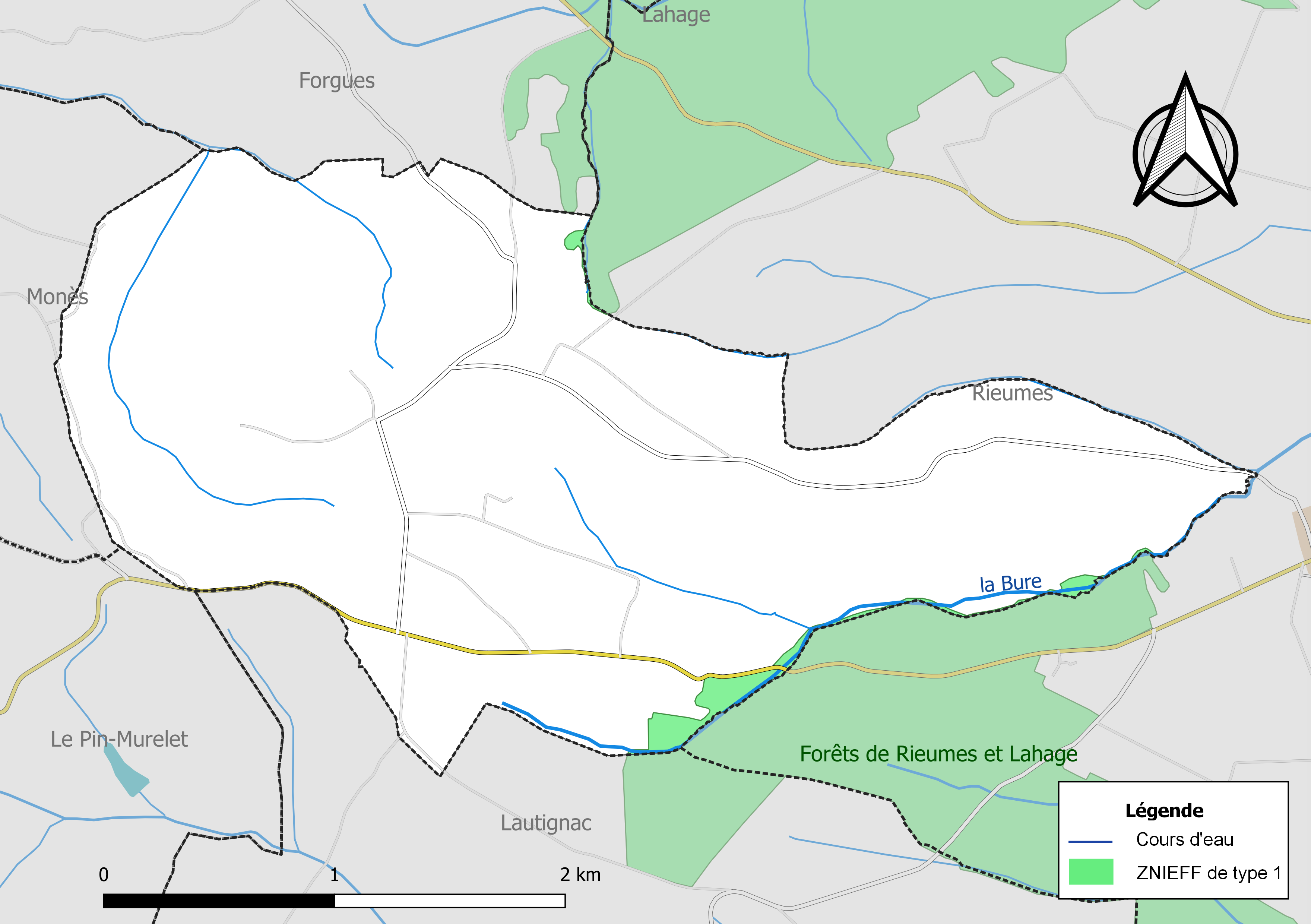
Carte de la ZNIEFF de type 1 localisée sur la commune.

L’inventaire des zones naturelles d'intérêt écologique, faunistique et floristique (ZNIEFF) a pour objectif de réaliser une couverture des zones les plus intéressantes sur le plan écologique, essentiellement dans la perspective d’améliorer la connaissance du patrimoine naturel national et de fournir aux différents décideurs un outil d’aide à la prise en compte de l’environnement dans l’aménagement du territoire.
Une ZNIEFF de type 1 est recensée sur la commune :
les « forêts de Rieumes et Lahage » (728 ha), couvrant 7 communes du département.

## Urbanisme

### Typologie
Au 1er janvier 2024, Plagnole est catégorisée commune rurale à habitat très dispersé, selon la nouvelle grille communale de densité à sept niveaux définie par l'Insee en 2022.
Elle est située hors unité urbaine. Par ailleurs la commune fait partie de l'aire d'attraction de Toulouse, dont elle est une commune de la couronne,. Cette aire, qui regroupe 527 communes, est catégorisée dans les aires de 700 000 habitants ou plus (hors Paris),.

### Occupation des sols
L'occupation des sols de la commune, telle qu'elle ressort de la base de données européenne d’occupation biophysique des sols Corine Land Cover (CLC), est marquée par l'importance des territoires agricoles (92,4 % en 2018), une proportion identique à celle de 1990 (92,4 %). La répartition détaillée en 2018 est la suivante : 
zones agricoles hétérogènes (63,3 %), terres arables (29,1 %), forêts (7,6 %). L'évolution de l’occupation des sols de la commune et de ses infrastructures peut être observée sur les différentes représentations cartographiques du territoire : la carte de Cassini (XVIIIe siècle), la carte d'état-major (1820-1866) et les cartes ou photos aériennes de l'IGN pour la période actuelle (1950 à aujourd'hui).

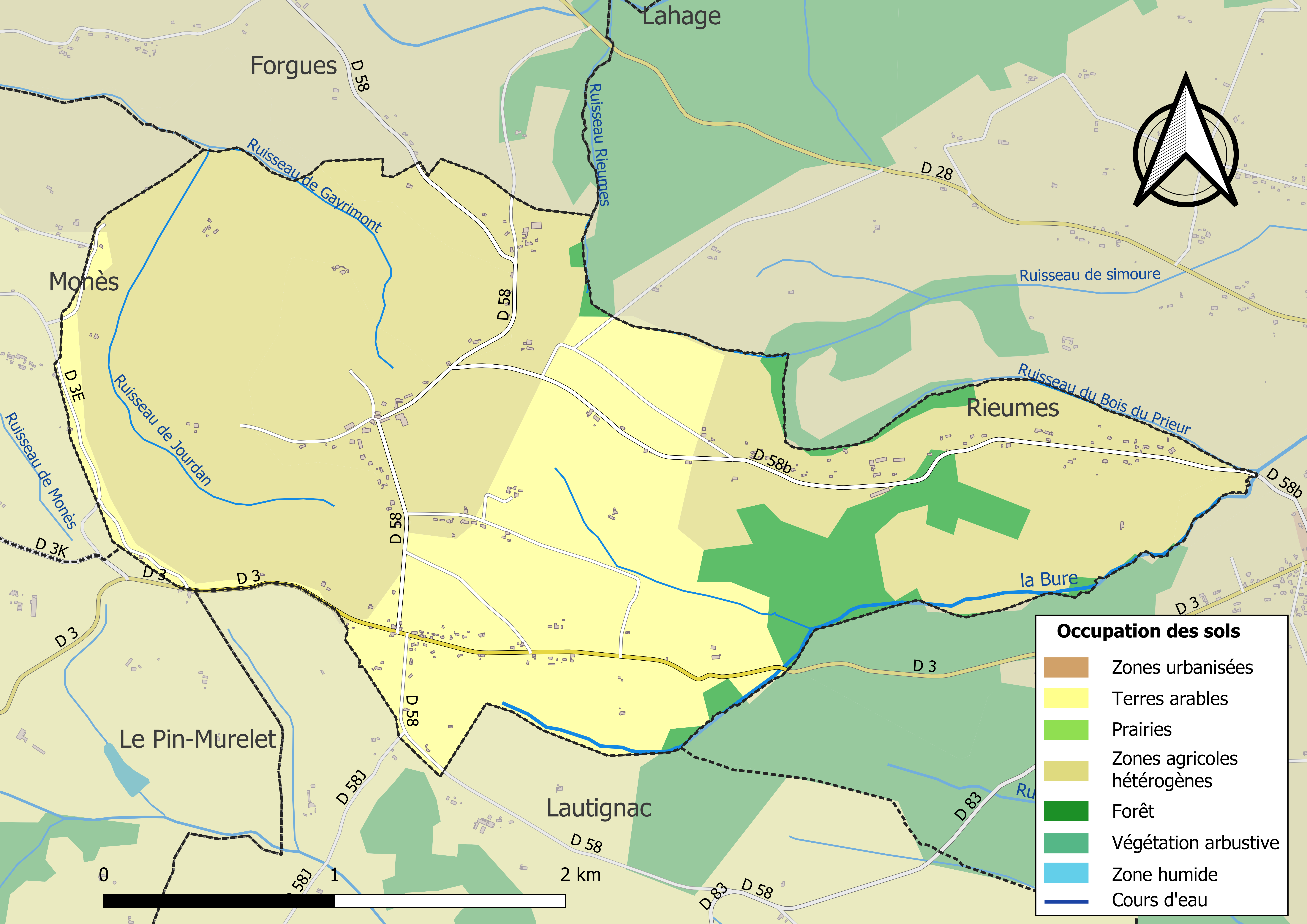
Carte des infrastructures et de l'occupation des sols de la commune en 2018 (CLC).

### Risques majeurs
Le territoire de la commune de Plagnole est vulnérable à différents aléas naturels : météorologiques (tempête, orage, neige, grand froid, canicule ou sécheresse), inondations, feux de forêts et séisme (sismicité très faible). Un site publié par le BRGM permet d'évaluer simplement et rapidement les risques d'un bien localisé soit par son adresse soit par le numéro de sa parcelle.
Certaines parties du territoire communal sont susceptibles d’être affectées par le risque d’inondation par débordement de cours d'eau, notamment la Bure. La commune a été reconnue en état de catastrophe naturelle au titre des dommages causés par les inondations et coulées de boue survenues en 1982, 1999, 2000 et 2009,.
Un plan départemental de protection des forêts contre les incendies a été approuvé par arrêté préfectoral du 25 septembre 2006. Plagnole est exposée au risque de feu de forêt du fait de la présence sur son territoire du massif de Rieumes. Il est ainsi défendu aux propriétaires de la commune et à leurs ayants droit de porter ou d’allumer du feu dans l'intérieur et à une distance de 200 mètres des bois, forêts, plantations, reboisements ainsi que des landes. L’écobuage est également interdit, ainsi que les feux de type méchouis et barbecues, à l’exception de ceux prévus dans des installations fixes (non situées sous couvert d'arbres) constituant une dépendance d'habitation,

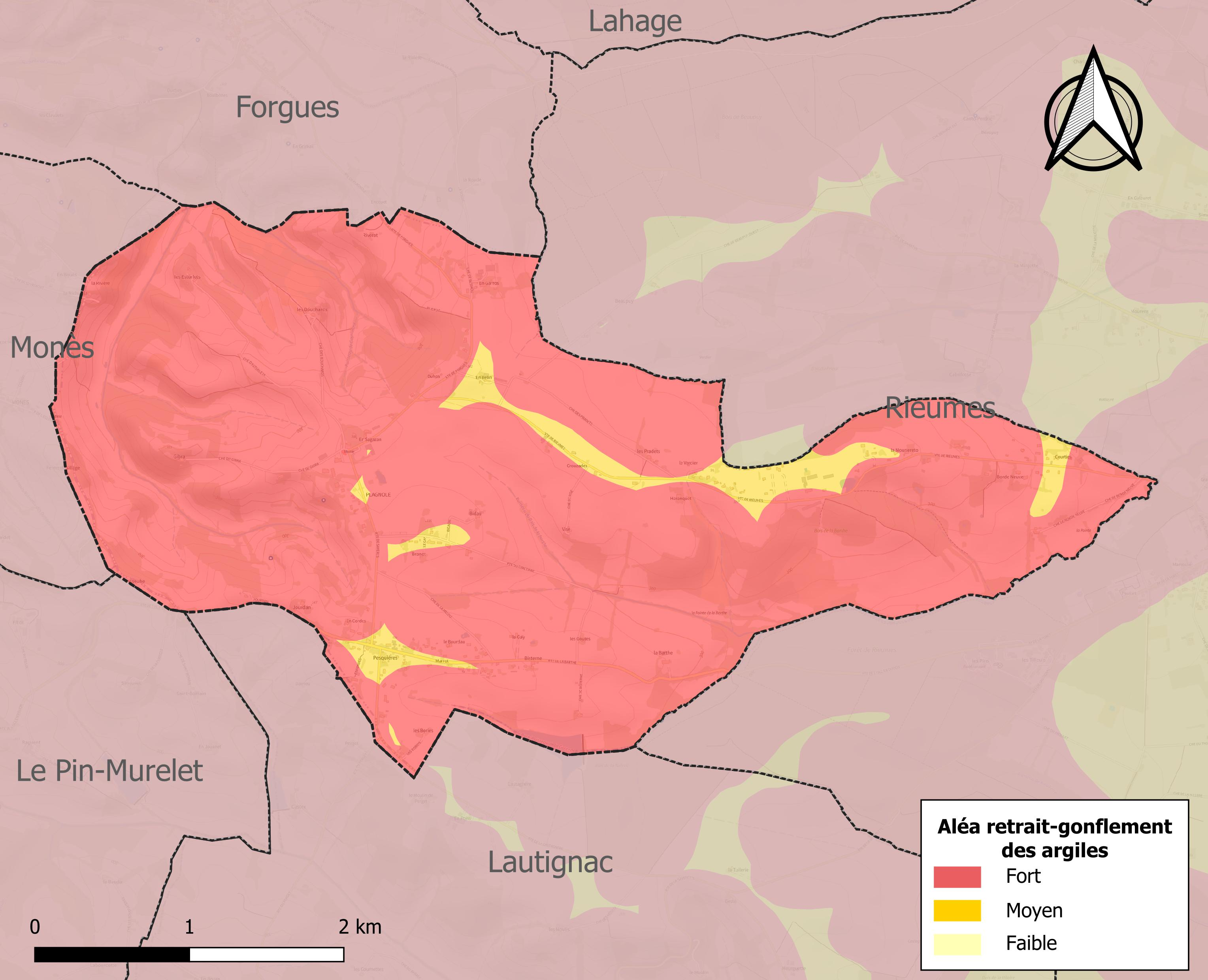
Carte des zones d'aléa retrait-gonflement des sols argileux de Plagnole.

Le retrait-gonflement des sols argileux est susceptible d'engendrer des dommages importants aux bâtiments en cas d’alternance de périodes de sécheresse et de pluie. La totalité de la commune est en aléa moyen ou fort (88,8 % au niveau départemental et 48,5 % au niveau national). Sur les 133 bâtiments dénombrés sur la commune en 2019, 133 sont en aléa moyen ou fort, soit 100 %, à comparer aux 98 % au niveau départemental et 54 % au niveau national. Une cartographie de l'exposition du territoire national au retrait gonflement des sols argileux est disponible sur le site du BRGM,.
Par ailleurs, afin de mieux appréhender le risque d’affaissement de terrain, l'inventaire national des cavités souterraines permet de localiser celles situées sur la commune.
Concernant les mouvements de terrains, la commune a été reconnue en état de catastrophe naturelle au titre des dommages causés par la sécheresse en 1989, 1999, 2003, 2012 et 2016 et par des mouvements de terrain en 1999.

## Toponymie
Il est admis que Plagnole signifie « petite plaine ».

## Histoire
La commune est habitée depuis la fin de l'époque gallo-romaine.

## Héraldique
| Blason de Plagnole | Blason  | Tranché: au1er de gueules au pigeon royal rouant d'argent, au 2e d'or à la croix bourdonnée au pied fiché de sable, à la Sainte Lance et à la Sainte Éponge sur son roseau passées en sautoir, le tout du même, brochant sur le montant de la croix; à la bande d'argent chargée d'une tour de sable accompagnée de deux arbres arrachés de sinople, le tout à plomb, brochant sur la partition. |
| Blason de Plagnole | Détails | Le statut officiel du blason reste à déterminer. |

Sur la croix sont représentés deux des instruments de la passion de Jésus-Christ.

## Politique et administration

### Administration municipale
Le nombre d'habitants au recensement de 2011 étant compris entre 100 et 499, le nombre de membres du conseil municipal pour l'élection de 2014 est de onze,.

### Rattachements administratifs et électoraux
Commune faisant partie de la huitième circonscription de la Haute-Garonne de la communauté de communes Cœur de Garonne et du canton de Cazères (avant le redécoupage départemental de 2014, Plagnole faisait partie de l'ex-canton de Rieumes) et avant le 1er janvier 2017 elle faisait aussi partie de la communauté de communes du Savès.

### Liste des maires

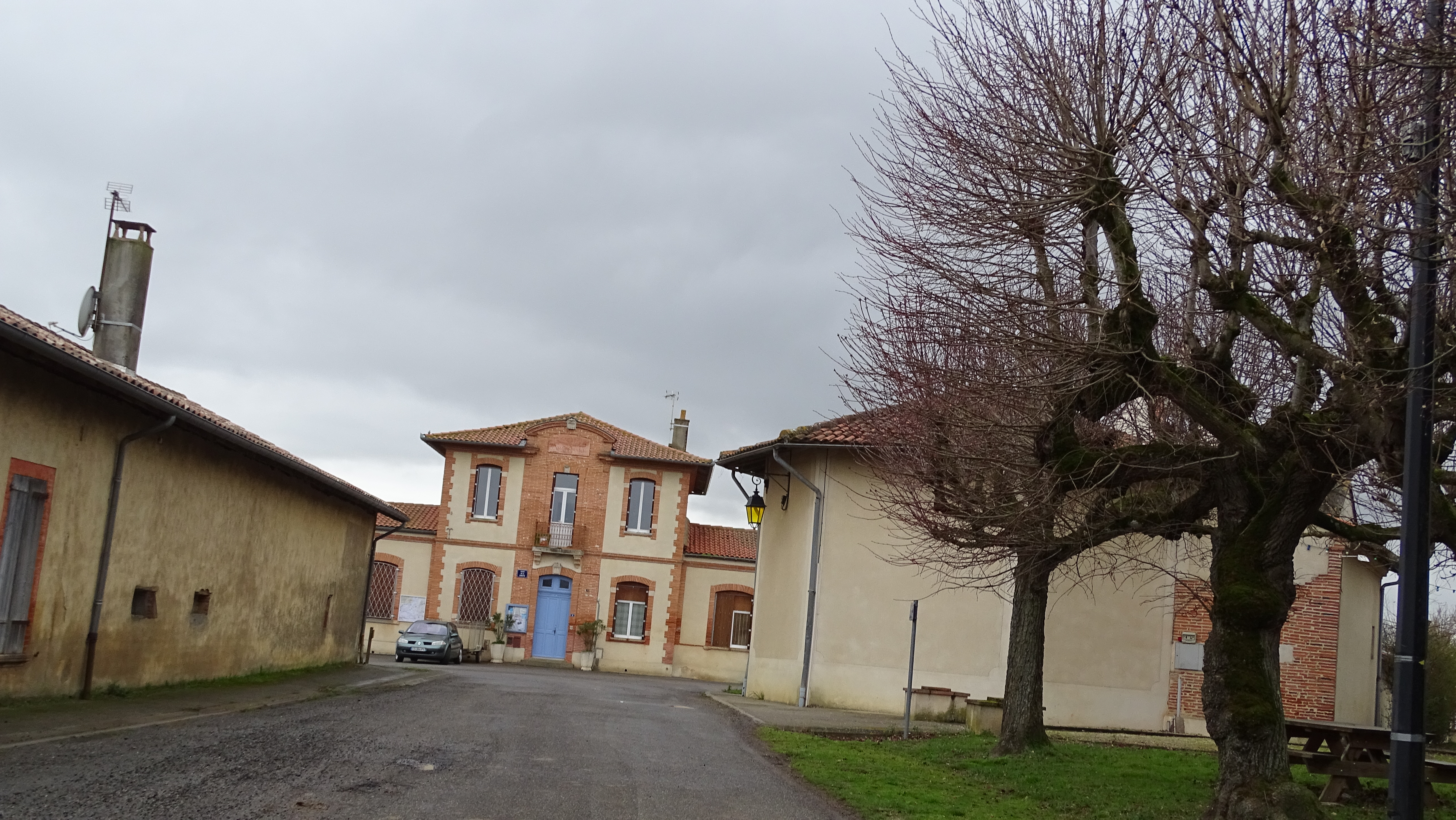
Mairie de Plagnole

| Période                                  | Période  | Identité      | Étiquette | Qualité  |
| ---------------------------------------- | -------- | ------------- | --------- | -------- |
| mars 2001                                | 2008     | Xavier Mons   |           |          |
| mars 2008                                | En cours | Georges Dupuy |           | Dentiste |
| Les données manquantes sont à compléter. |          |               |           |          |

## Population et société

### Démographie
| 1793 | 1800 | 1806 | 1821 | 1831 | 1836 | 1841 | 1846 | 1851 |
| ---- | ---- | ---- | ---- | ---- | ---- | ---- | ---- | ---- |
| 239  | 206  | 222  | 297  | 296  | 335  | 325  | 360  | 346  |

| 1856 | 1861 | 1866 | 1872 | 1876 | 1881 | 1886 | 1891 | 1896 |
| ---- | ---- | ---- | ---- | ---- | ---- | ---- | ---- | ---- |
| 327  | 331  | 309  | 330  | 321  | 326  | 292  | 298  | 262  |

| 1901 | 1906 | 1911 | 1921 | 1926 | 1931 | 1936 | 1946 | 1954 |
| ---- | ---- | ---- | ---- | ---- | ---- | ---- | ---- | ---- |
| 264  | 258  | 264  | 204  | 203  | 171  | 170  | 168  | 176  |

| 1962 | 1968 | 1975 | 1982 | 1990 | 1999 | 2006 | 2008 | 2013 |
| ---- | ---- | ---- | ---- | ---- | ---- | ---- | ---- | ---- |
| 156  | 128  | 131  | 147  | 214  | 271  | 269  | 269  | 297  |

| 2018 | 2022 | - | - | - | - | - | - | - |
| ---- | ---- | - | - | - | - | - | - | - |
| 304  | 333  | - | - | - | - | - | - | - |

| selon la population municipale des années : | 1968 | 1975 | 1982 | 1990 | 1999 | 2006 | 2009 | 2013 |
| Rang de la commune dans le département      | 435  | 358  | 364  | 325  | 312  | 319  | 328  | 321  |
| Nombre de communes du département           | 592  | 582  | 586  | 588  | 588  | 588  | 589  | 589  |

### Enseignement
Plagnole fait partie de l'académie de Toulouse.

### Activités sportives
Chasse, pétanque,

### Écologie et recyclage
La collecte et le traitement des déchets des ménages et des déchets assimilés ainsi que la protection et la mise en valeur de l'environnement se font dans le cadre de la Communauté de communes du Savès.
Il existe une déchèterie située sur la commune de Rieumes (déchèterie du Savès).

## Économie

### Revenus
En 2018  (données Insee publiées en septembre 2021), la commune compte 124 ménages fiscaux, regroupant 300 personnes. La médiane du revenu disponible par unité de consommation est de 22 820 € (23 140 € dans le département).

### Emploi
|                | 2008  | 2013   | 2018   |
| -------------- | ----- | ------ | ------ |
| Commune        | 6,6 % | 11,6 % | 10,1 % |
| Département    | 7,7 % | 9,6 %  | 9,3 %  |
| France entière | 8,3 % | 10 %   | 10 %   |

En 2018, la population âgée de 15 à 64 ans s'élève à 207 personnes, parmi lesquelles on compte 77,3 % d'actifs (67,1 % ayant un emploi et 10,1 % de chômeurs) et 22,7 % d'inactifs,. En  2018, le taux de chômage communal (au sens du recensement) des 15-64 ans est supérieur à celui du département et de la France, alors qu'en 2008 la situation était inverse.
La commune fait partie de la couronne de l'aire d'attraction de Toulouse, du fait qu'au moins 15 % des actifs travaillent dans le pôle,. Elle compte 8 emplois en 2018, contre 26 en 2013 et 25 en 2008. Le nombre d'actifs ayant un emploi résidant dans la commune est de 139, soit un indicateur de concentration d'emploi de 5,8 % et un taux d'activité parmi les 15 ans ou plus de 61,8 %.
Sur ces 139 actifs de 15 ans ou plus ayant un emploi, 8 travaillent dans la commune, soit 6 % des habitants. Pour se rendre au travail, 90,6 % des habitants utilisent un véhicule personnel ou de fonction à quatre roues, 1,4 % les transports en commun, 4,3 % s'y rendent en deux-roues, à vélo ou à pied et 3,6 % n'ont pas besoin de transport (travail au domicile).

### Activités hors agriculture
10 établissements sont implantés  à Plagnole au 31 décembre 2019.
Le secteur du commerce de gros et de détail, des transports, de l'hébergement et de la restauration est prépondérant sur la commune puisqu'il représente 40 % du nombre total d'établissements de la commune (4 sur les 10 entreprises implantées  à Plagnole), contre 25,9 % au niveau départemental.

### Agriculture
La commune est dans les « Coteaux du Gers », une petite région agricole occupant une partie nord-ouest du département de la Haute-Garonne, caractérisée par une succession de coteaux peu accidentés, les surfaces cultivées étant entièrement dévolues aux grandes cultures. En 2020, l'orientation technico-économique de l'agriculture  sur la commune est la polyculture et/ou le polyélevage.
|               | 1988 | 2000 | 2010 | 2020 |
| ------------- | ---- | ---- | ---- | ---- |
| Exploitations | 23   | 17   | 9    | 11   |
| SAU (ha)      | 493  | 453  | 346  | 829  |

Le nombre d'exploitations agricoles en activité et ayant leur siège dans la commune est passé de 23 lors du recensement agricole de 1988  à 17 en 2000 puis à 9 en 2010 et enfin à 11 en 2020, soit une baisse de 52 % en 32 ans. Le même mouvement est observé à l'échelle du département qui a perdu pendant cette période 57 % de ses exploitations,. La surface agricole utilisée sur la commune a quant à elle augmenté, passant de 493 ha en 1988 à 829 ha en 2020. Parallèlement la surface agricole utilisée moyenne par exploitation a augmenté, passant de 21 à 75 ha.

## Culture locale et patrimoine

### Lieux et monuments

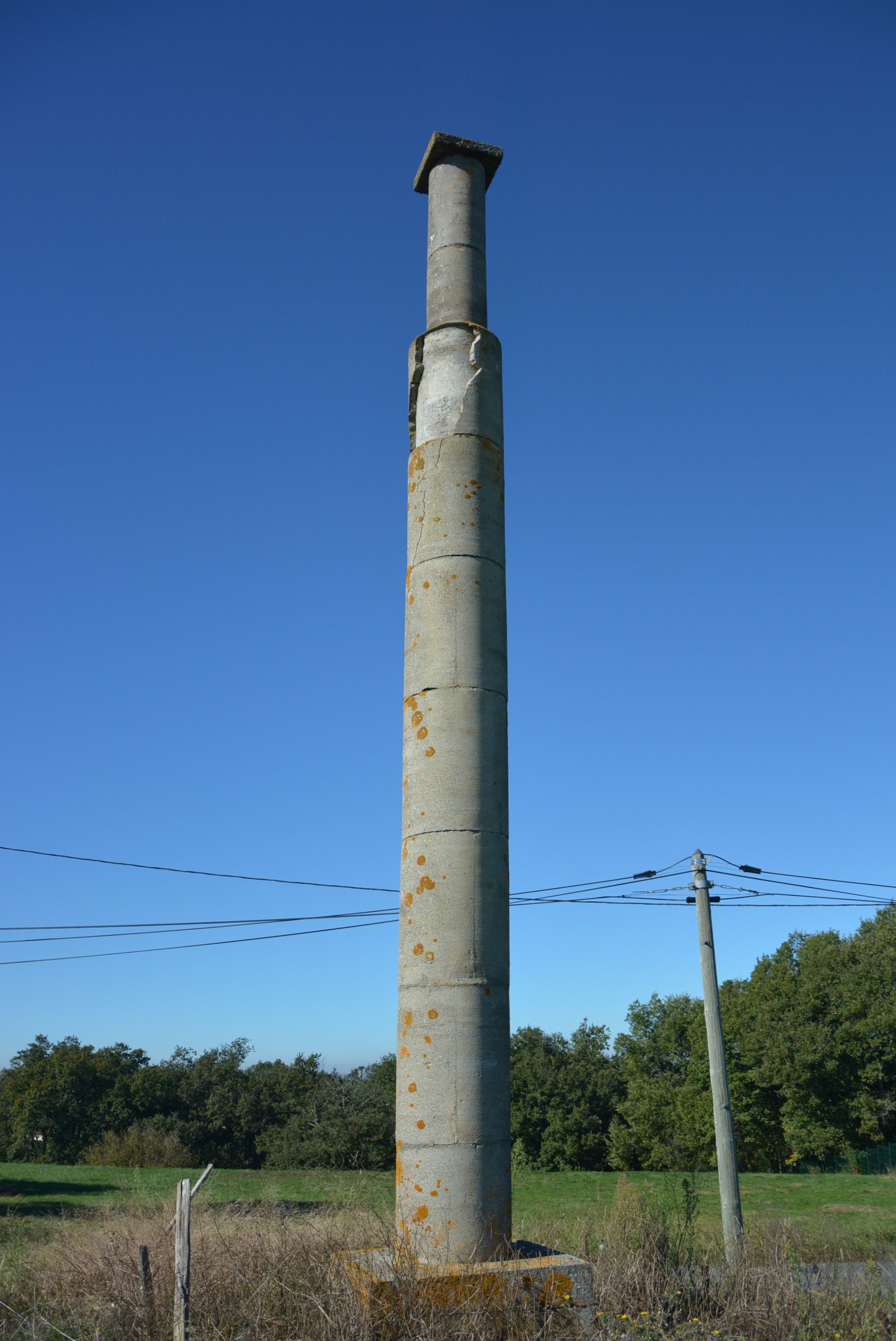
Cheminée géodésique de Plagnole

- Église de la Nativité-de-la-Sainte-Vierge.
- Pigeonnier.
- Ancienne tuilerie.
- Croix de la Passion en fer forgé.
- Cheminée géodésique.

### Personnalités liées à la commune
- Jean-Pierre Malrieu (1740-1823), religieux et homme politique né à Plagnole, député du clergé aux états généraux de 1789.

## Vie locale

### Évènements
- Fête locale le 1er week-end d'août avec repas champêtre et bal musette et ball-trap.

#### Site de l'Insee
1. 1 2 3 4 5  Insee, « Métadonnées de la commune de Plagnole ».
2. ↑  « La grille communale de densité », sur insee,fr, 28 mai 2024 (consulté le 27 juin 2024).
3. ↑  « Liste des communes composant l'aire d'attraction de Toulouse », sur insee.fr (consulté le 27 juin 2024).
4. ↑  Marie-Pierre de Bellefon, Pascal Eusebio, Jocelyn Forest, Olivier Pégaz-Blanc et Raymond Warnod (Insee), « En France, neuf personnes sur dix vivent dans l’aire d’attraction d’une ville », sur insee.fr, 21 octobre 2020 (consulté le 27 juin 2024).
5. ↑  « REV T1 - Ménages fiscaux de l'année 2018 à Plagnole » (consulté le 2 février 2022).
6. ↑  « REV T1 - Ménages fiscaux de l'année 2018 dans la Haute-Garonne » (consulté le 2 février 2022).
7. 1 2  « Emp T1 - Population de 15 à 64 ans par type d'activité en 2018 à Plagnole » (consulté le 2 février 2022).
8. ↑  « Emp T1 - Population de 15 à 64 ans par type d'activité en 2018 dans la Haute-Garonne » (consulté le 2 février 2022).
9. ↑  « Emp T1 - Population de 15 à 64 ans par type d'activité en 2018 dans la France entière » (consulté le 2 février 2022).
10. ↑  « Base des aires d'attraction des villes 2020 », sur site de l'Insee (consulté le 10 avril 2021).
11. ↑  « Emp T5 - Emploi et activité en 2018 à Plagnole » (consulté le 2 février 2022).
12. ↑  « ACT T4 - Lieu de travail des actifs de 15 ans ou plus ayant un emploi qui résident dans la commune en 2018 » (consulté le 2 février 2022).
13. ↑  « ACT G2 - Part des moyens de transport utilisés pour se rendre au travail en 2018 » (consulté le 2 février 2022).
14. ↑  « DEN T5 - Nombre d'établissements par secteur d'activité au 31 décembre 2019 à Plagnole » (consulté le 12 février 2022).
15. ↑  « DEN T5 - Nombre d'établissements par secteur d'activité au 31 décembre 2019 dans la Haute-Garonne » (consulté le 12 février 2022).

#### Autres sources
1. ↑  Stephan Georg, « Distance entre Plagnole et Toulouse », sur fr.distance.to (consulté le 24 août 2021).
2. ↑  Stephan Georg, « Distance entre Plagnole et Muret », sur fr.distance.to (consulté le 24 août 2021).
3. ↑  
Stephan Georg, « Distance entre Plagnole et Cazères », sur fr.distance.to (consulté le 24 août 2021).
4. ↑  « Communes les plus proches de Plagnole », sur villorama.com (consulté le 24 août 2021).
5. ↑  « Les Collines gasconnes du Savès », sur paysages.haute-garonne.fr (consulté le 24 août 2021).
6. ↑  Frédéric Zégierman, Le guide des pays de France - Sud, Paris, Fayard, avril 1999 (ISBN 2-213-59961-0), p. 369-370.
7. ↑  Carte IGN sous Géoportail
8. ↑  « Le réseau hydrographique du bassin Adour-Garonne. » [PDF], sur draaf.occitanie.agriculture.gouv.fr (consulté le 5 novembre 2021).
9. ↑  « Fiche communale de Plagnole », sur le système d'information pour la gestion des eaux souterraines en Occitanie (consulté le 5 novembre 2021).
10. ↑  Sandre, « la Bure »
11. 1 2  Daniel Joly, Thierry Brossard, Hervé Cardot, Jean Cavailhes, Mohamed Hilal et Pierre Wavresky, « Les types de climats en France, une construction spatiale », Cybergéo, revue européenne de géographie - European Journal of Geography, no 501,‎ 18 juin 2010 (DOI 10.4000/cybergeo.23155, lire en ligne, consulté le 21 novembre 2023)
12. ↑  « Zonages climatiques en France métropolitaine. », sur pluiesextremes.meteo.fr (consulté le 21 novembre 2023).
13. ↑  « Orthodromie entre Plagnole et Lherm », sur fr.distance.to (consulté le 21 novembre 2023).
14. ↑  « Station Météo-France « Muret-Lherm » (commune de Lherm) - fiche climatologique - période 1991-2020 », sur donneespubliques.meteofrance.fr (consulté le 21 novembre 2023).
15. ↑  « Station Météo-France « Muret-Lherm » (commune de Lherm) - fiche de métadonnées. », sur donneespubliques.meteofrance.fr (consulté le 21 novembre 2023).
16. ↑  « Climadiag Commune : diagnostiquez les enjeux climatiques de votre collectivité. », sur meteofrance.fr, novembre 2022 (consulté le 21 novembre 2023).
17. ↑  « Liste des ZNIEFF de la commune de Plagnole », sur le site de l'Inventaire national du patrimoine naturel (consulté le 29 août 2021).
18. ↑  « ZNIEFF les « forêts de Rieumes et Lahage » - fiche descriptive », sur le site de l'inventaire national du patrimoine naturel (consulté le 29 août 2021).
19. ↑  « CORINE Land Cover (CLC) - Répartition des superficies en 15 postes d'occupation des sols (métropole). », sur le site des données et études statistiques du ministère de la Transition écologique. (consulté le 14 avril 2021).
20. 1 2 3  « Les risques près de chez moi - commune de Plagnole », sur Géorisques (consulté le 17 octobre 2022).
21. ↑  BRGM, « Évaluez simplement et rapidement les risques de votre bien », sur Géorisques (consulté le 10 septembre 2022).
22. ↑  « Dossier départemental des risques majeurs dans la Haute-Garonne », sur haute-garonne.gouv.fr (consulté le 10 septembre 2022), partie 1 -  chapitre Risque inondation.
23. ↑  « Dossier départemental des risques majeurs dans la Haute-Garonne », sur haute-garonne.gouv.fr (consulté le 10 septembre 2022), chapitre Risque feux de forêts.
24. ↑  « Prévention des incendies de forêt en Haute-Garonne », sur haute-garonne.gouv.fr (consulté le 10 septembre 2022).
25. ↑  « Retrait-gonflement des argiles », sur le site de l'observatoire national des risques naturels (consulté le 10 septembre 2022).
26. ↑  « Liste des cavités souterraines localisées sur la commune de Plagnole », sur georisques.gouv.fr (consulté le 10 septembre 2022).
27. ↑  art L. 2121-2 du code général des collectivités territoriales.
28. ↑  « Résultats des élections municipales et communautaires 2014 », sur interieur.gouv.fr (consulté le 11 septembre 2020).
29. ↑  L'organisation du recensement, sur insee.fr.
30. ↑  Calendrier départemental des recensements, sur insee.fr.
31. ↑  Des villages de Cassini aux communes d'aujourd'hui sur le site de l'École des hautes études en sciences sociales.
32. ↑  Fiches Insee - Populations de référence de la commune pour les années 2006, 2007, 2008, 2009, 2010, 2011, 2012, 2013, 2014, 2015, 2016, 2017, 2018, 2019, 2020, 2021 et 2022.
33. 1 2 3 4 5  INSEE, « Population selon le sexe et l'âge quinquennal de 1968 à 2012 (1990 à 2012 pour les DOM) », sur insee.fr, 15 octobre 2015 (consulté le 10 janvier 2016).
34. ↑  INSEE, « Populations légales 2006 des départements et des collectivités d'outre-mer », sur insee.fr, 1er janvier 2009 (consulté le 8 janvier 2016).
35. ↑  INSEE, « Populations légales 2009 des départements et des collectivités d'outre-mer », sur insee.fr, 1er janvier 2012 (consulté le 8 janvier 2016).
36. ↑  INSEE, « Populations légales 2013 des départements et des collectivités d'outre-mer », sur insee.fr, 1er janvier 2016 (consulté le 8 janvier 2016).
37. ↑  « CCsaves31 », sur CCsaves31 (consulté le 13 avril 2023).
38. ↑  « CCsaves31 », sur CCsaves31 (consulté le 13 avril 2023).
39. ↑  « Les régions agricoles (RA), petites régions agricoles(PRA) - Année de référence : 2017 », sur agreste.agriculture.gouv.fr (consulté le 12 février 2022).
40. ↑  Présentation des premiers résultats du recensement agricole 2020, Ministère de l’agriculture et de l’alimentation, 10 décembre 2021
41. 1 2  « Fiche de recensement agricole - Exploitations ayant leur siège dans la commune de Plagnole - Données générales », sur recensement-agricole.agriculture.gouv.fr (consulté le 12 février 2022).
42. ↑  « Fiche de recensement agricole - Exploitations ayant leur siège dans le département de la Haute-Garonne » (consulté le 12 février 2022).